# Sandro Mareco
Sandro Mareco (Buenos Aires, 13 de maig de 1987) és un jugador d'escacs argentí, que té el títol de Gran Mestre des de 2010.
A la llista d'Elo de la FIDE del juliol de 2020, hi tenia un Elo de 2629 punts, cosa que en feia el jugador número 2 (en actiu) de l'Argentina. El seu màxim Elo va ser de 2666 punts, a la llista del març de 2019.

## Resultats destacats en competició
El 2007 fou campió juvenil de Sud Amèrica.
El maig 2015 fou campió d'Amèrica a Montevideo (Uruguai) amb 8½ punts d'11, els mateixos punts que Yuniesky Quezada Pérez però amb millor desempat. D'aquesta manera es classificà per a la Copa del Món d'escacs de 2015, on eliminà Ni Hua a la primera ronda, però fou derrotat a la segona ronda contra Anton Kovalyov. L'octubre del 2015 es proclamà per primer cop campió de l'Argentina amb 10 punts de 13, mig punt per davant de Diego Flores i un punt per davant de Fernando Peralta.

### Participació en competicions per equips
Mareco ha participat, representant l'Argentina, en dues Olimpíades d'escacs, els anys 2012 i 2014, amb un resultat de (+6 =11 –2), per un 60,5% de la puntuació. El seu millor resultat el va fer a les Olimpíada del 2014 en puntuar 7 d'10 (+4 =6 -0), amb el 70,0% de la puntuació, amb una performance de 2639.